# Arenaria melanocephala
El vuelvepiedras oscuro, (Arenaria melanocephala) es una de las dos especies que componen el género de aves Arenaria, de la familia Scolopacidae. Esta monotípica especie habita en playas marinas del oeste de América del Norte, aunque nidifica solo en tundras árticas, en Alaska.

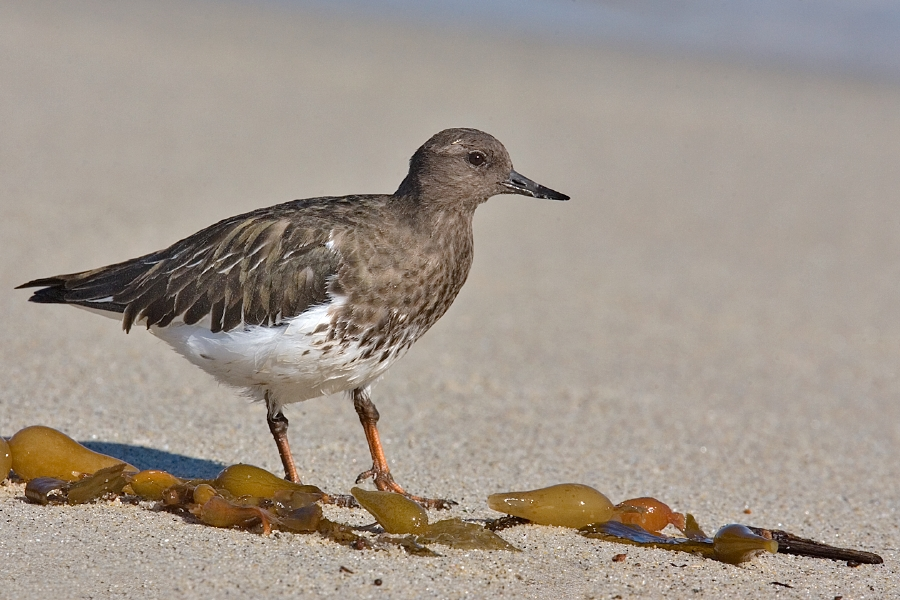
Arenaria melanocephala en plumaje invernal.

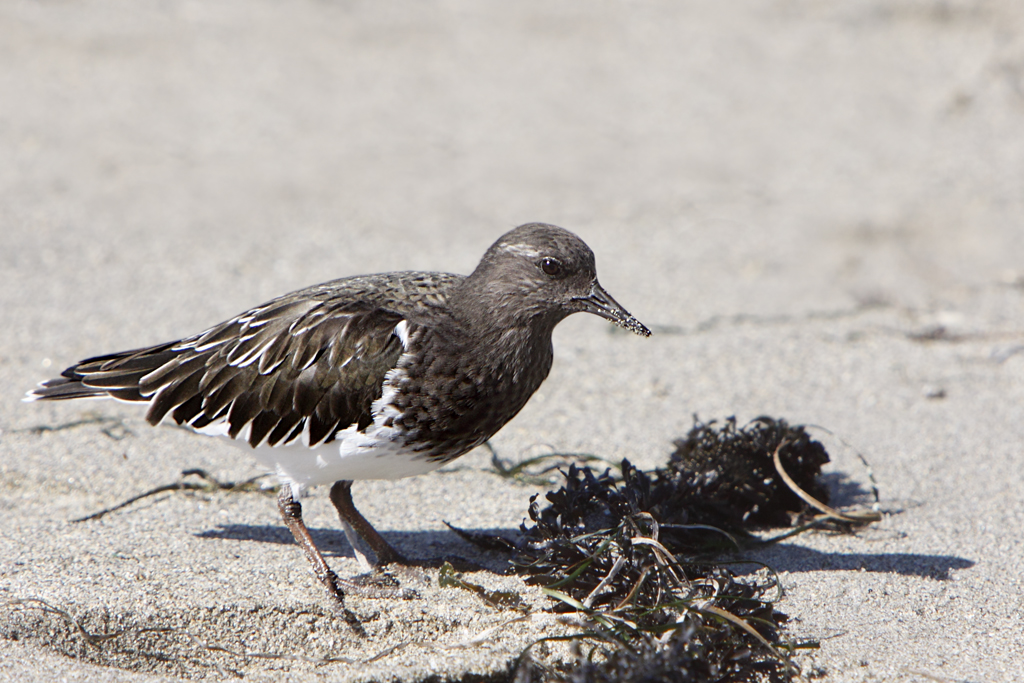
Arenaria melanocephala en plumaje invernal, en una playa próxima a Mendocino, en California.

## Descripción
Mide entre 22 y 25 cm de largo, y tiene un peso de entre 100 y 170 g. Posee un cuerpo compacto, con sus patas, y cuello cortos, este último también grueso. Su pico, de 20 a 27 mm de longitud, tiene una forma específicamente evolucionada para facilitar al ave la búsqueda de alimento.
Su coloración varía con las estaciones, siendo, más viva, contrastada, o colorida en la temporada reproductiva (el verano boreal). Su aspecto es también llamativo en vuelo, al mostrar manchas blancas en el dorso, las alas y la cola.

## Costumbres

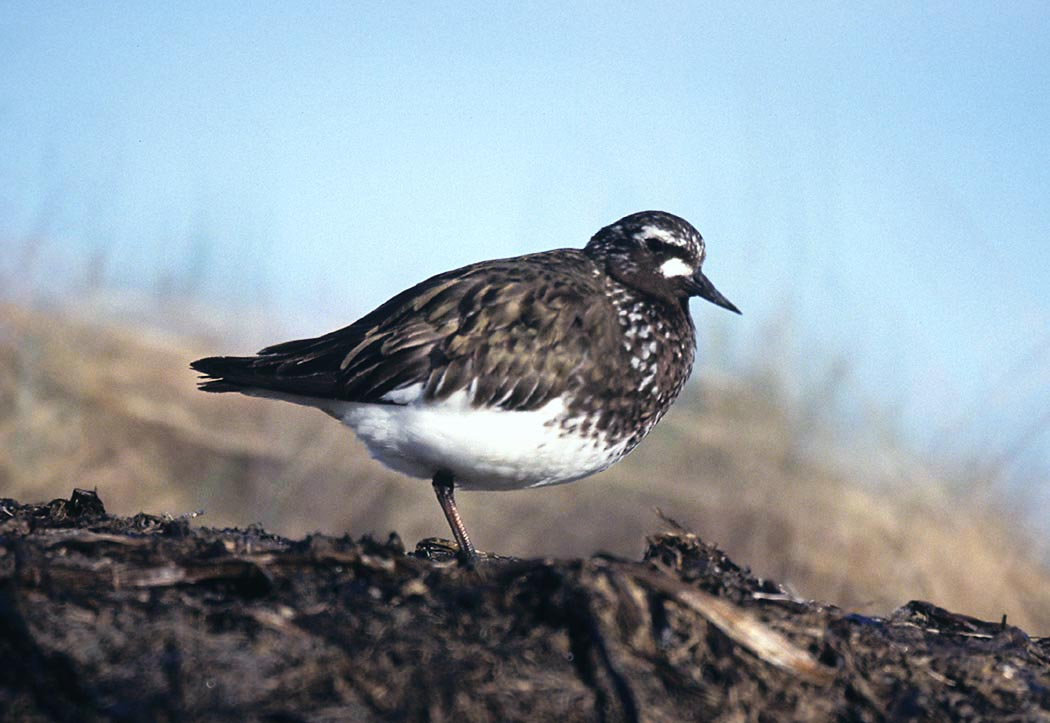
Arenaria melanocephala en plumaje reproductivo.

Es un ave estrictamente costera, prefiriendo las playas rocosas o arenosas, en donde comparte el hábitat con otras especies de limícolas. Tal como indica su nombre vulgar, posee un pico especialmente adaptado para que pueda fácilmente dar vuelta a las piedras o algas que en las costas marinas encuentra, y de este modo queden expuestos los invertebrados que bajo esos restos se ocultan y que constituyen el alimento de esta ave, dieta que complementa con pescado en descomposición.
Al alimentarse, puede hacerlo de manera aislada, en grupos pequeños, o incluso en grandes bandadas; esta última es la manera en que realiza sus migraciones.
Construye nidos solitarios cerca de la costa. Esconde su nido entre la vegetación. La hembra pone huevos verdosos con manchas parduzcas, que son empollados por ambos progenitores. Los huevos eclosionan luego de 22 a 24 días.

## Distribución
Esta especie nidifica entre mayo y principios de agosto en tundras árticas del oeste Alaska. En el invierno migra hacia el sur en busca de climas más amenos, en la costa pacífica de Estados Unidos, llegando por el sur hasta el noroeste de México. 

## Taxonomía
Esta especie monotípica fue descrita originalmente por Nicholas Aylward Vigors en el año 1829, bajo el nombre científico de: Strepsilas melanocephalus. Su localidad tipo es: «costa noroeste de América del Norte».